# ISO 3166-2:HM
کد ISO 3166-2:HM بخشی از استاندارد ایزو ۳۱۶۶ برای کشور جزیره هرد و جزایر مک‌دونالد است که توسط سازمان بین‌المللی استانداردسازی ISO تنظیم شده‌است این سازمان، کدهای استاندارد را برای تقسیمات کشوری (ایالت‌ها یا استان‌های) کشورهای فهرست شده در استاندارد ایزو ۳۱۶۶-۱ تعریف می‌کند.
هر کد شامل دو بخش می‌گردد که توسط علامت - جدا می‌گردند.
- بخش نخست HM که در ایزو ۳۱۶۶-۱ آلفا-۲ کد  کشور جزیره هرد و جزایر مک‌دونالد است.
- بخش دوم شامل یک یا دو یا سه حرف است که بیان‌کننده استان یا ایالت کشور جزیره هرد و جزایر مک‌دونالد می‌باشد.